# Aphelocoma californica
Aphelocoma californica е вид птица от семейство Вранови (Corvidae).

## Разпространение
Видът е разпространен в Канада, Мексико и САЩ.